# Alfred Schömann
Alfred Schömann (* 2. Juni 1959) ist ein ehemaliger deutscher Fußballspieler.
Der 1,82 m große Mittelfeldspieler absolvierte in der Saison 1986/87 insgesamt 14 Spiele für den FSV Salmrohr in der 2. Fußball-Bundesliga und erzielte dabei ein Tor am 9. Mai 1987 im Spiel gegen Alemannia Aachen, welches 1:1 unentschieden ausging. 1981 war er zu Salmrohr gewechselt und spielte zuvor beim SV Pölich-Schleich und beim SV Mehring.
Seit 1992 leitet Winzermeister Alfred Schömann das Familienweingut Kanzlerhof in Pölich an der Mosel in 6. Generation.